# Lincoln County, Washington
Lincoln County är ett administrativt område i delstaten Washington, USA, med 10 570 invånare. Den administrativa huvudorten (county seat) är Davenport. 

## Geografi
Enligt United States Census Bureau så har countyt en total area på 6 060 km². 5 986 km² av den arean är land och 74 km² är vatten. 

### Angränsande countyn
- Ferry County, Washington - nord
- Stevens County, Washington - nordöst
- Spokane County, Washington - öst
- Whitman County, Washington - sydöst
- Adams County, Washington - syd
- Grant County, Washington - väst
- Okanogan County, Washington - nordväst